# Khẩn-na-la

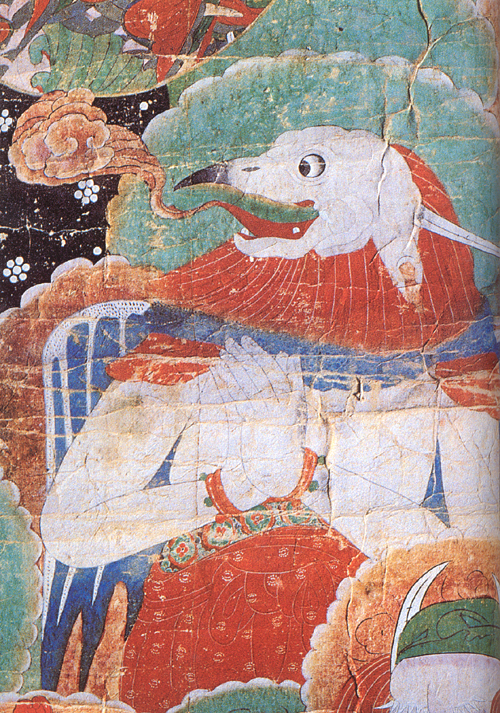
Hình tượng Khẩn Na La nguyên thủy, sinh vật huyền thoại này có hình dạng ban đầu trong hình hài tổng thể của một con ngựa

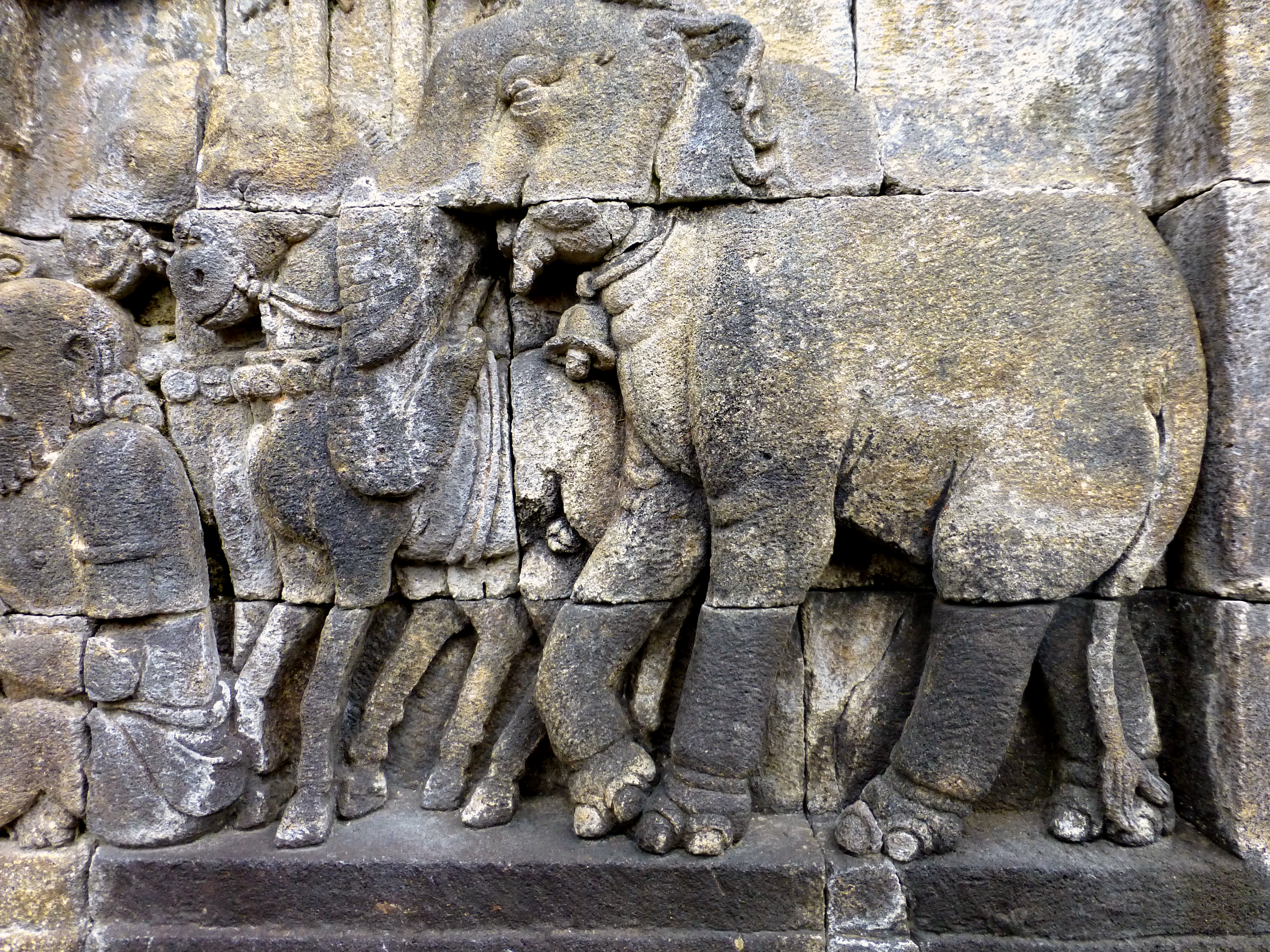
Khẩn Na La nguyên thủy có hình dạng của một con ngựa

Khẩn na la (tiếng Phạn Pali: Kinnara/Kinnari, chữ Phạn: किन्नर/kinnara) là một sinh vật huyền thoại xuất hiện trong thần thoại có nguồn gốc ở Ấn Độ xuất hiện trong Bà La Môn giáo, Ấn Độ giáo và Phật giáo. Hình dạng bên ngoài của sinh vật này thay đổi tùy theo từng nền văn hóa nhưng hình dạng ban đầu của sinh vật này là nửa người nửa ngựa (half-human, half-horse). Khi thể hiện Nam thần nó có tên gọi là Kinnara, khi là Nữ thần thì được gọi là Kinnari.
Kinnara hay Kinnari là hình tượng phổ biến trong cả thần thoại Hindu và Phật giáo ở Ấn Độ. Phật thoại cho rằng Kinnari sống trong khu rừng Himaphan nằm trên sườn núi Himalaya và Khẩn Na La trong kinh văn Phật giáo là một trong Bát Bộ chúng hay trong Thiên long bát bộ. Trong mỹ thuật cổ, sinh vật thần thoại Kinnara được gọi là Tiên nữ đầu người mình chim và thường được trang trí trong các đền, chùa như là một trong những Đồ án phổ biến và tiêu biểu của kiến trúc Phật giáo, nhất là ở các nước Đông Nam Á theo đạo Phật, chịu ảnh hưởng của nền văn minh Ấn Độ nhưng đã có sự cải biên hình tượng.

## Tổng quan

### Từ nguyên
Từ Kinnara (trong Phạn ngữ: किन्नर? nghĩa đen là “người gì?”) được liên hệ với từ Kimpurusha (cũng có nghĩa là “người gì?”). Trong tiếng Phạn, nguyên ngữ “Kin” có nghĩa là nghi vấn, và “nara” có nghĩa là người, nên Kimnara được dịch là Nghi nhân, Nghi thần. Kinnara khi du nhập vào văn hóa Hán được phiên âm là Khẩn Na La hay còn gọi là Khẩn-nại-lạc, Khẩn-noa-la, Khẩn-đảm-lộ, Chân-đà-la và dịch ra là Nghi thần, Nghi nhân, Nhân phi nhân (Người không phải người), Ca thần (thần ca hát), Ca nhạc thần, Âm nhạc thiên và có nghĩa là sinh linh nửa giống người, nửa giống thần. Nó còn gọi là Ca Thần có sừng, với những ống sáo thủy tinh trong suốt. Ca Thần Nữ thường vừa ca vừa múa. Những Ca Thần nầy được xếp dưới hạng Càn Thát Bà. Nhìn chung, sinh vật này có hình dáng nửa người nửa ngựa (Ấn Độ) hay nửa người nửa chim (các nước Đông Nam Á).
Trong Phật giáo thì gọi là Kucchito naro hay Kinnaro narasadisatta là chúng sanh đáng ghét, như giống người gọi là Kinnara. Kinnara có hình dạng giống người, chỉ khác vài điểm như hai cánh tay giống người nhưng hai bān tay giống chim, còn đầu, mặt, mũi giống như người nhưng môi rộng cho đến cổ, miệng dài ra giống như ngựa, bān chân và móng chân giống như chim. Trong bổn sanh Bhallātiya có nêu rằng: Điểu Nhân có tuổi thọ 1000 năm, thông thường Điểu Nhân rất sợ nước và trong chú giải bổn sanh cũng có nêu rằng: Kinnarā nāma udakabhūrukā honti (Các Điểu Nhân thường sợ nước). Có bảy loại điểu nhân là: Devakinnarā, Candakinnarā, Dumakinnarā, Daṇṇamāṇakiṇṇarā, Kontakinnarā, Sakunakinnarā, KaṇṇApāvuraṇakinnarā.

### Mô tả

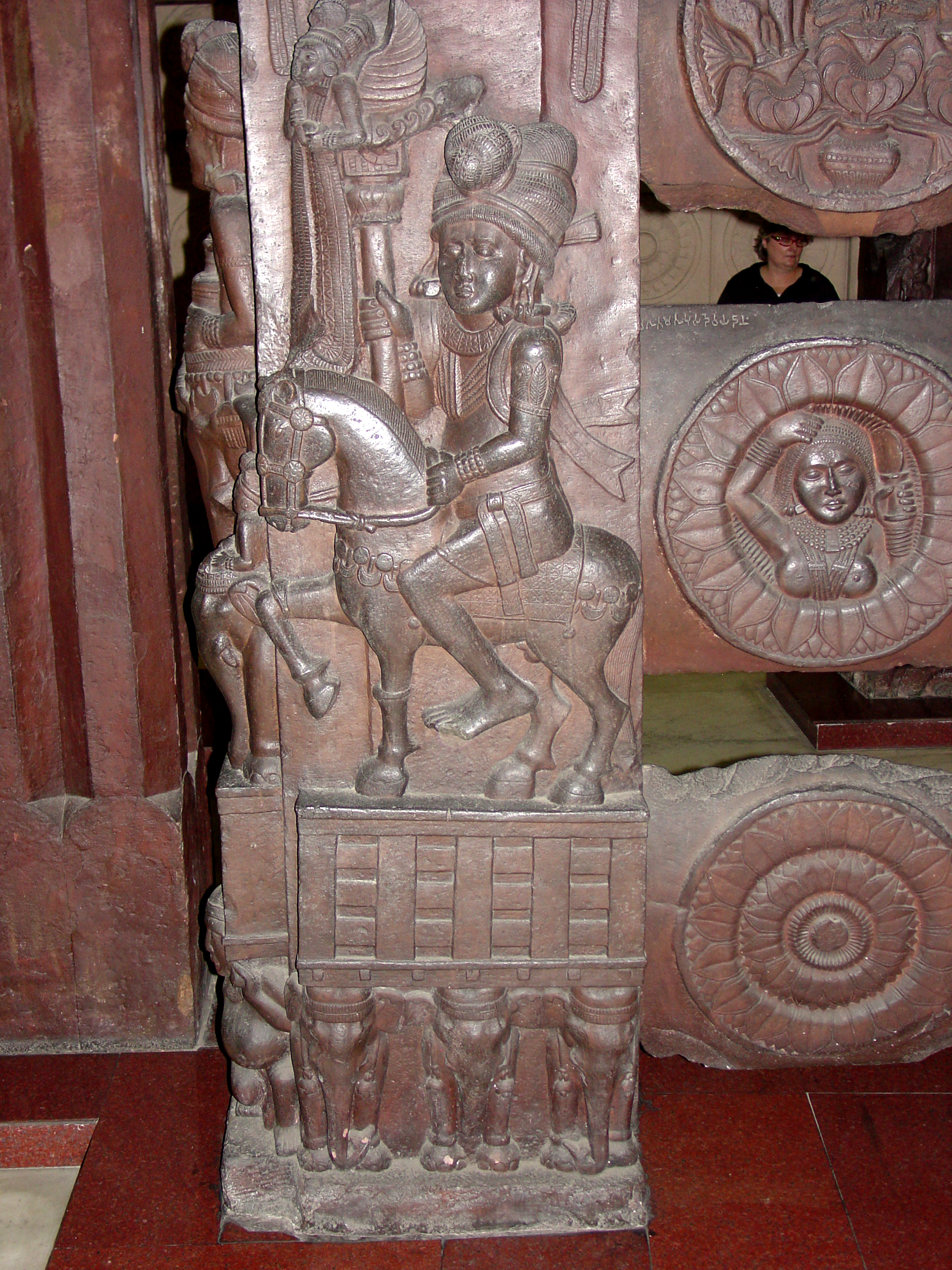
Di chỉ tại Calcutta, Ấn Độ về Khẩn Na La

Trong một số truyện cổ của Ấn Độ, Kinnara được mô tả là nam thần, nhạc công nửa người nửa ngựa. Theo Phật học thì Kinnara là Khẩn Na La trong Thiên Long bát bộ là một chúng sanh (chúng sanh cõi trời) nửa ngựa nửa người, hoặc mình người đầu ngựa, hoặc mình ngựa đầu người. Sau này, Kinnari đầu người mình chim trong thần thoại Ấn Độ là những ca sĩ, nhạc công thiên thần múa hát trên thiên đình, phục vụ cho thần Indra thần sấm sét.
Trong thần thoại Phật giáo và Hindu, Khẩn Na La là một người tình chung thủy, một nhạc thần, thiên thần nhạc công. Trong thần thoại các nước Đông Nam Á, Kinnari là con mái, tương ứng của Kinnara là con trống, được miêu tả là một sinh vật nửa người (thiếu nữ), nửa chim. Những Kinnari này có đầu, thân mình, tay của phụ nữ và cánh, đuôi, chân của thiên nga. Kinnari nổi tiếng vì tài nhảy múa, ca hát, thi ca và là một biểu tượng truyền thống của người phụ nữ xinh đẹp, yêu kiều và tài năng.
Trong nghệ thuật tạo hình, thường được thể hiện có đầu, thân và cánh tay của thiếu nữ, trong khi mang đuôi và đôi bàn chân của thiên nga hay chim với các nhạc cụ. Kinnari không chỉ là hình tượng độc quyền của Ấn Độ giáo mà còn phổ biến trong truyền thuyết và nghệ thuật Phật giáo, đây là một loại hình điêu khắc độc đáo, có giá trị nghệ thuật cao, biểu hiện khát vọng của con người luôn muốn vươn tới một cuộc sống tốt, là những tác phẩm điêu khắc thể hiện thành công nghệ thuật. Hindu giáo.

## Trên thế giới

### TạiẤn Độ

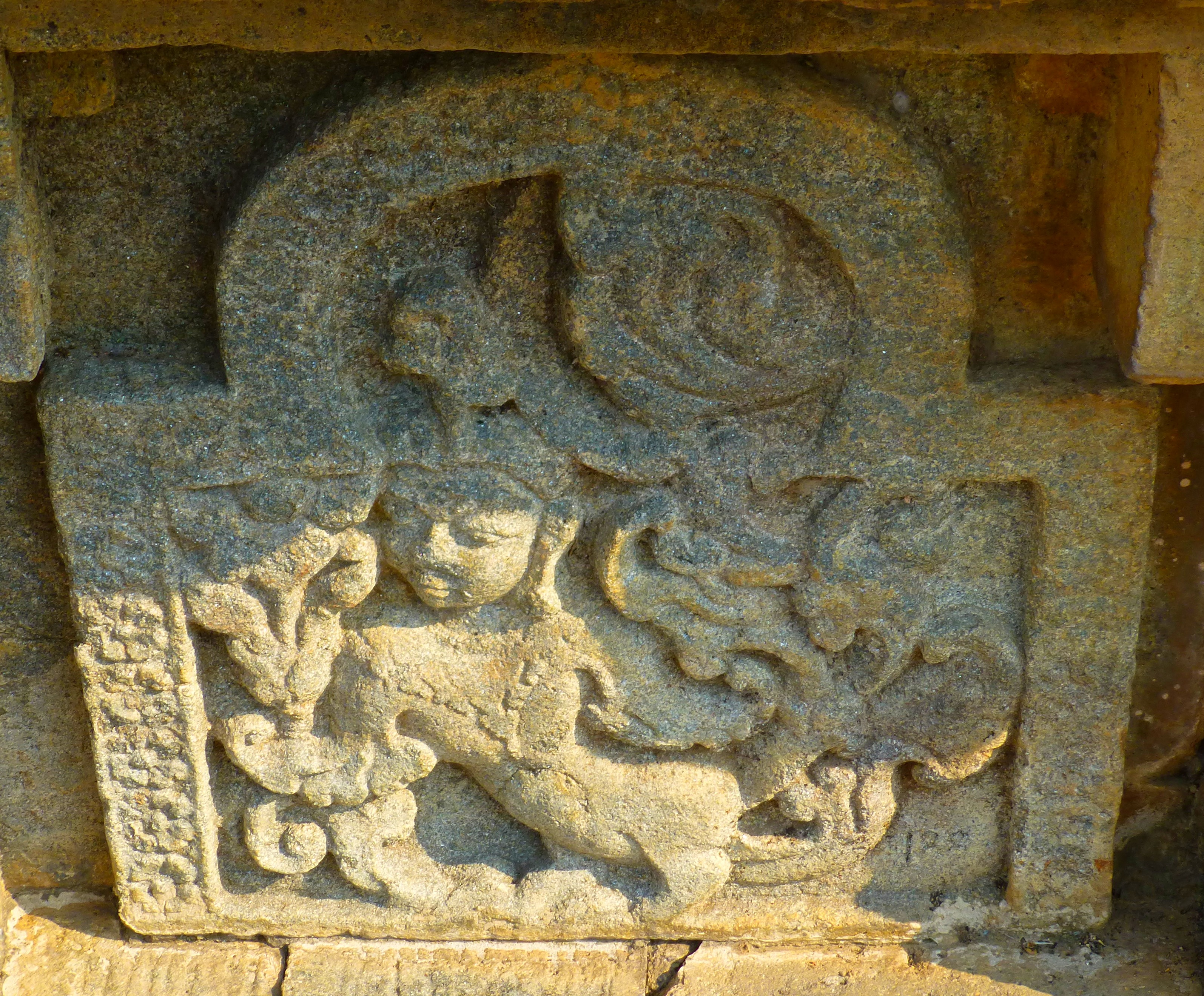
Khẩn Na La trong một di chỉ ở Ấn Độ

Khẩn Na La được nối kết thần bí với ngựa. Chuyện cổ tích Ấn Độ đề cập đến chúng như là những sinh vật đầu ngựa, cụ thể là đề cập đến một Asura với đầu ngựa, kẻ được biết đến như Hayagreeva (trong tiếng Phạn có nghĩa là người đầu ngựa gồm haya: ngựa và greeva: đầu). Asura bị giết chết bởi một hóa thân của thần Vishnu, cũng có đặc điểm hình dạng tương tự của người đầu ngựa. Sử thi Mahabharata đề cập đến Kinnara, không như những sinh vật đầu ngựa nhưng là những sinh vật nửa người nửa ngựa giống như quái vật đầu người mình ngựa.
Theo truyền thuyết ở Ấn Độ cổ đại, Khẩn Na La là một trong những bộ tộc cùng với các Deva (bao gồm Rudras, Maruts, Vasus và Adityas), Asura (bao gồm Daityas, Danavas và Kalakeyas), Pisachas, Gandharvas, Kimpurushas, Vanaras, Suparnas, Rakshasas, Bhutas và Yakshas. Thiên sử thi cũng ám chỉ chúng như là nhóm phụ của những Gandharva (Càn Thát Bà). Kinnara là những cư dân của vùng núi Himalaya. Ngọn núi Mandara ở vùng Himachal Pradesh được cho là nơi ở của những Kinnara, được ghi nhận ở Đế quốc Gupta
Cư dân của vùng đồng bằng sông Hằng cho rằng Kinnara là hạng sinh linh phi phàm. Bộ tộc Kinnara sống ở vùng Kinnaur của bang Himachal Pradesh, một nhóm người còn sống ở đây vẫn được gọi là Kinnaur được cho là hậu duệ của bộ lạc Kinnara cổ xưa. Truyền thuyết về nguồn gốc Kinnara là những nhóm quân của Ila, vị vua bị biến thành nữ giới bởi một lời nguyền rủa. Sau đó, trở thành vợ của vị ẩn sĩ tên là Budha. Những người lính xa xưa trở thành Kinnara được cho là do lời nguyền của ẩn sĩ Budha.
Mahabharata và những chuyện cổ tích Ấn Độ mô tả vùng phía Bắc Himalaya như là nơi ở của những Kinnara. Vùng đất này cũng là nơi cư ngụ của bộ lạc Kamboja. Họ là những chiến binh có kỹ năng cưỡi ngựa và sử dụng ngựa chiến thiện nghệ. Một vài người trong số họ chuyên đi cướp bóc, xâm chiếm những ngôi làng định cư, mà để tấn công, đột kích họ buộc phải có một lực lượng kỵ binh thiện chiến. Thần thoại về Kinnara có lẽ đến từ những kỵ binh này.
Kinnari xuất hiện sớm nhất trong thần thoại Bà-la-môn giáo với vai trò của thần linh cấp thấp. Các nàng được mô tả là những nữ nhân chuyên ca hát, vốn gốc là loài chim nên thường có giọng hát mượt mà. Cùng với nhạc công Gaudhava và vũ công Apsara, Kinnari hợp thành bộ ba chuyên múa hát và dâng rượu cho các đại thần linh trên thiên giới. Theo quan niệm của Bà-la-môn giáo, Kinnari là một trong ba sinh vật biểu tượng cho cuộc sống vĩnh hằng, hoan lạc và bất tử của các đại thần linh Bà-la- môn giáo như Brahma, Vishnu, Shiva và Indra.

### Đông Á

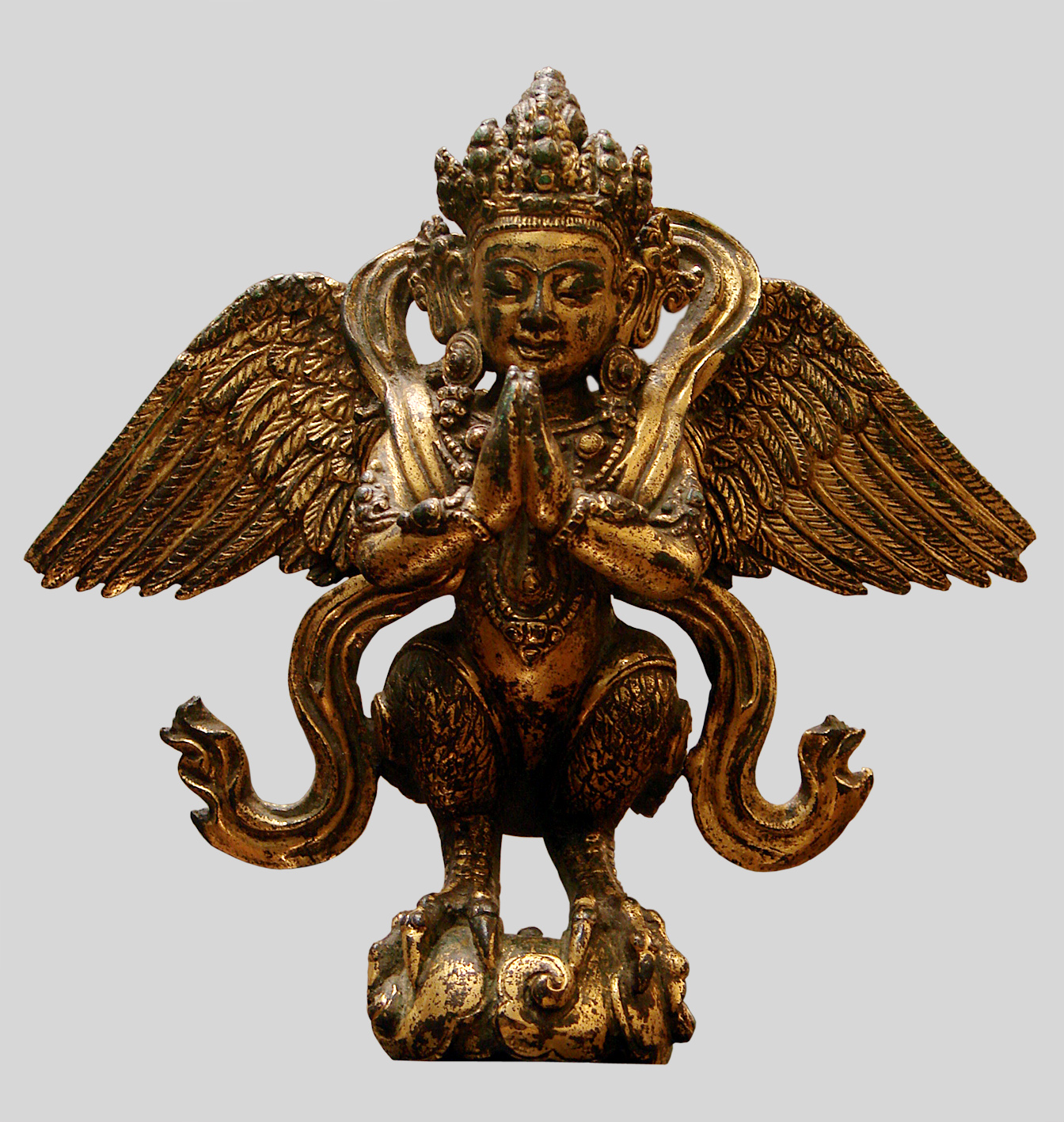
Tượng Khẩn Na La được trang trí tinh xảo theo phong cách của Trung Quốc

Vùng Đông Á (Trung Quốc, Triều Tiên, Nhật Bản) cũng ảnh hưởng hình tượng này từ Ấn Độ. Nguyên chỉ cho các vị thần trong thần thoại Ấn Độ, sau được Phật giáo dung nạp và xếp vào bộ thứ 7 trong Thiên long bát bộ thường theo hầu nghe giáo pháp một cách cung kính mỗi khi Phật giảng kinh Đại thừa. Trong Phật giáo Bắc tông (Mahayana Buddhism), Kinnari xuất hiện trong Diệu pháp Liên Hoa kinh (Lotus Sutra) với tên gọi là Càn Thát Bà. Trong các kinh Đại thừa, tên vị thần này thường được kể trong số thính chúng nghe Phật nói pháp.
Theo Hoa nghiêm kinh thám huyền ký thì hình dáng của vị thần này giống như người, nhưng trên đỉnh đầu có một cái sừng giống người mà không phải là người, giống thiên thần mà không phải là thiên thần, khiến mọi người cảm thấy hoang mang, nghi ngờ, nên ngài được gọi là Nghi thần. Vị thần này có thanh âm hay ca múa rất giỏi. Người đứng đầu Khẩn Na La chính là Khẩn Na La Vương. Theo Hoa nghiêm kinh sớ, vị thần này là Nhạc thần chấp pháp của Thiên đế. Trong Mật giáo, vị thần này là quyến thuộc của Câu-tỳ-la.
Hồi Đức Phật Thích Ca giảng kinh Diệu pháp liên hoa, có bốn vị vua Khẩn Na La đến chầu nghe pháp, dắt theo cả trăm ngàn quyến thuộc trong loài Khẩn Na La. Bốn vị vua ấy là: Pháp (Dharmadhara) Khẩn Na La vương, Diệu pháp (Sudharma) Khẩn Na La vương, Đại pháp (Mahadharma) Khẩn Na La vương, Trì pháp (Druma) Khẩn Na La vương. Trong 32 ứng thân Quán Thế Âm Bồ Tát thì ứng thân thứ 29 là Khẩn Na La.
Ở núi Thập Bảo thì Khẩn Na La là thần hộ pháp Phật giáo, một hạng chúng sanh có tài tấu nhạc, thường tấu nhạc liên quan đến giáo pháp. Khi các thiên thần cử hành pháp hội, Khẩn Na La thường đảm nhiệm công việc diễn tấu âm nhạc. Đạo tràng âm nhạc trang nghiêm là nơi Khẩn Na La diễn tấu. Trong bức vẽ Mạn đồ la (Madolo) thì vị thần này ngự ở lớp thứ 3 phía Bắc. Trong Hiện đồ Mạn-đồ-la, vị thần này ngự ở phía Bắc ngoại viện Kim Cang bộ, phía Bắc chúng Ma-hầu-la-già có hai Khẩn Na La, hình tượng đều có màu da người.
Trong Tuệ lâm âm thì nó là Chân Đà La, cổ viết là Khẩn Na La, Âm Lạc Thiên, có giọng nói thánh thót, trong trẻo, có thể ca hát nhảy múa, nữ thường là vợ của Càn Đạt Bà Thiên. Truyền thuyết về họ có rất nhiều và tuồng như bảo lưu thuộc tính Kinnara/Kinnari của thần thoại Ấn Độ như có 500 vị tiên vì nghe thấy tiếng hát của các cô gái Khẩn Na La đang tắm mà mất cả thiền định, trong lòng say mê rối loạn mê mẩn tâm thần mà lộn cổ xuống từ trời cao. Khẩn Na La biểu diễn tài nghệ trước Phật, khiến cho các đồ đệ Phật ở xung quanh đều hoa chân múa tay, mất hết uy nghi.
Cặp đôi Kinnara-Kinnari là đôi tình nhân bất diệt, rất được yêu quý không bao giờ tách rời nhau. Kinnara và Kinnari mãi là một cặp vợ chồng, nhưng không bao giờ trở thành bố thành mẹ: Không có một đứa trẻ nào được thể hiện bên cạnh chúng. Chúng không được phép sự yêu thương bất kỳ một sinh vật thứ ba nào. Truyện Ngưu Lang và Chức Nữ trong văn hóa Trung Quốc, Nhật Bản, Triều Tiên và Việt Nam, được coi là phiên bản của một chuyện tình giữa một thế nhân và nàng Kinnari, là dị bản của truyện Kinnari Manohara phổ biến ở các quốc gia Phật giáo Nam truyền Đông Nam Á. 

## Đông Nam Á

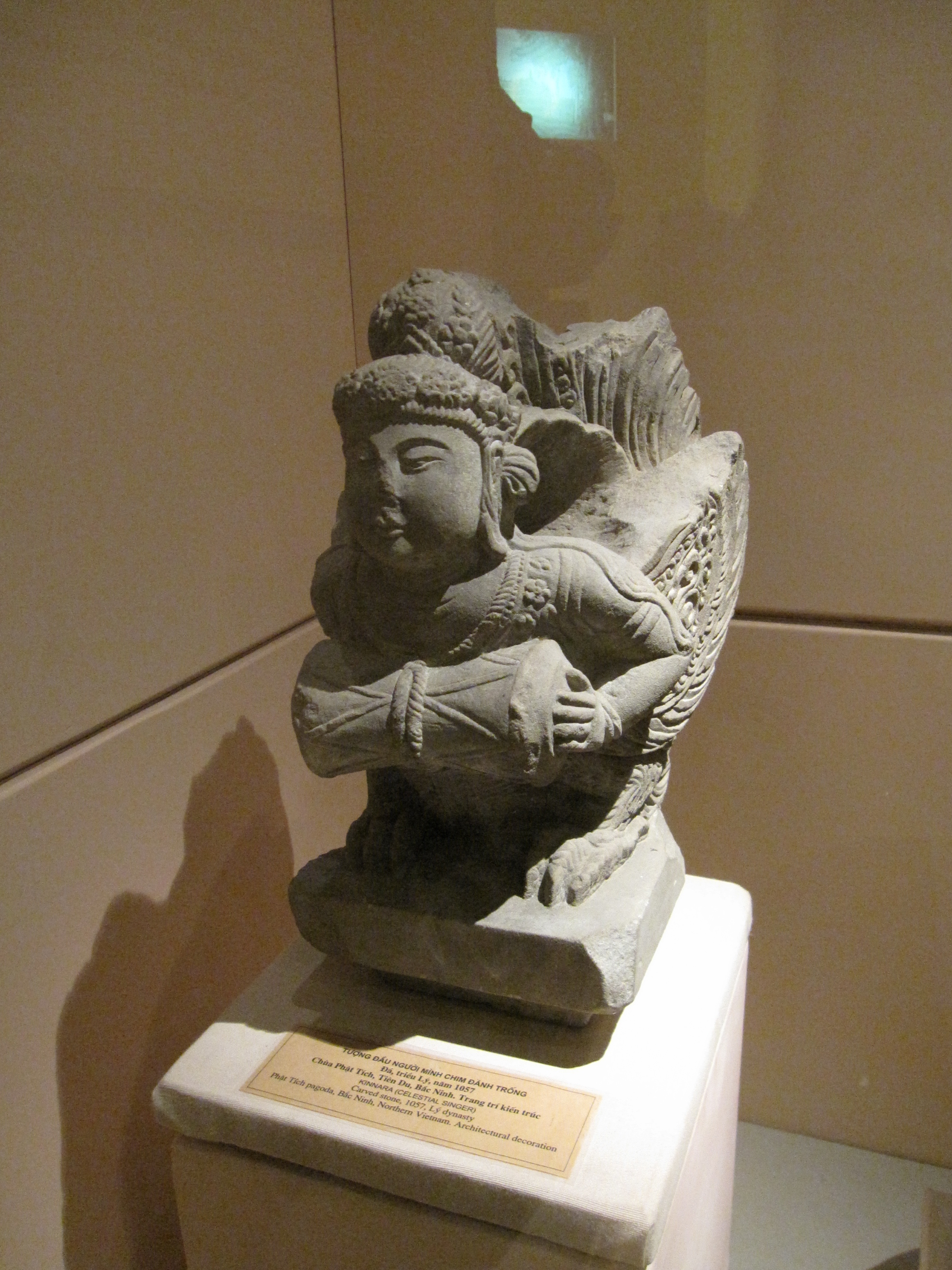
Khẩn Na La thời Lý, Việt Nam

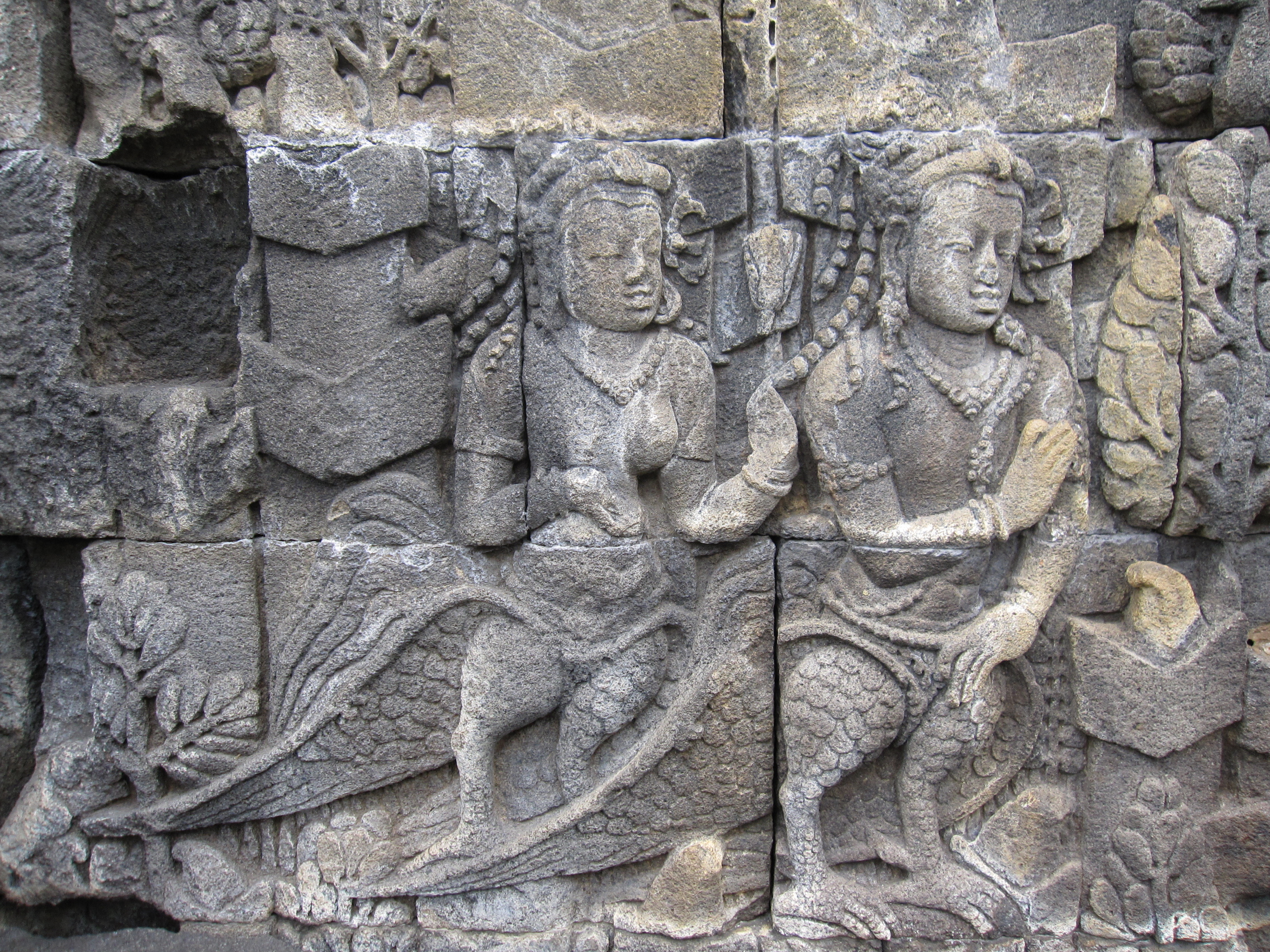
Khẩn Na La tại di tích Borobudur của Indonesia

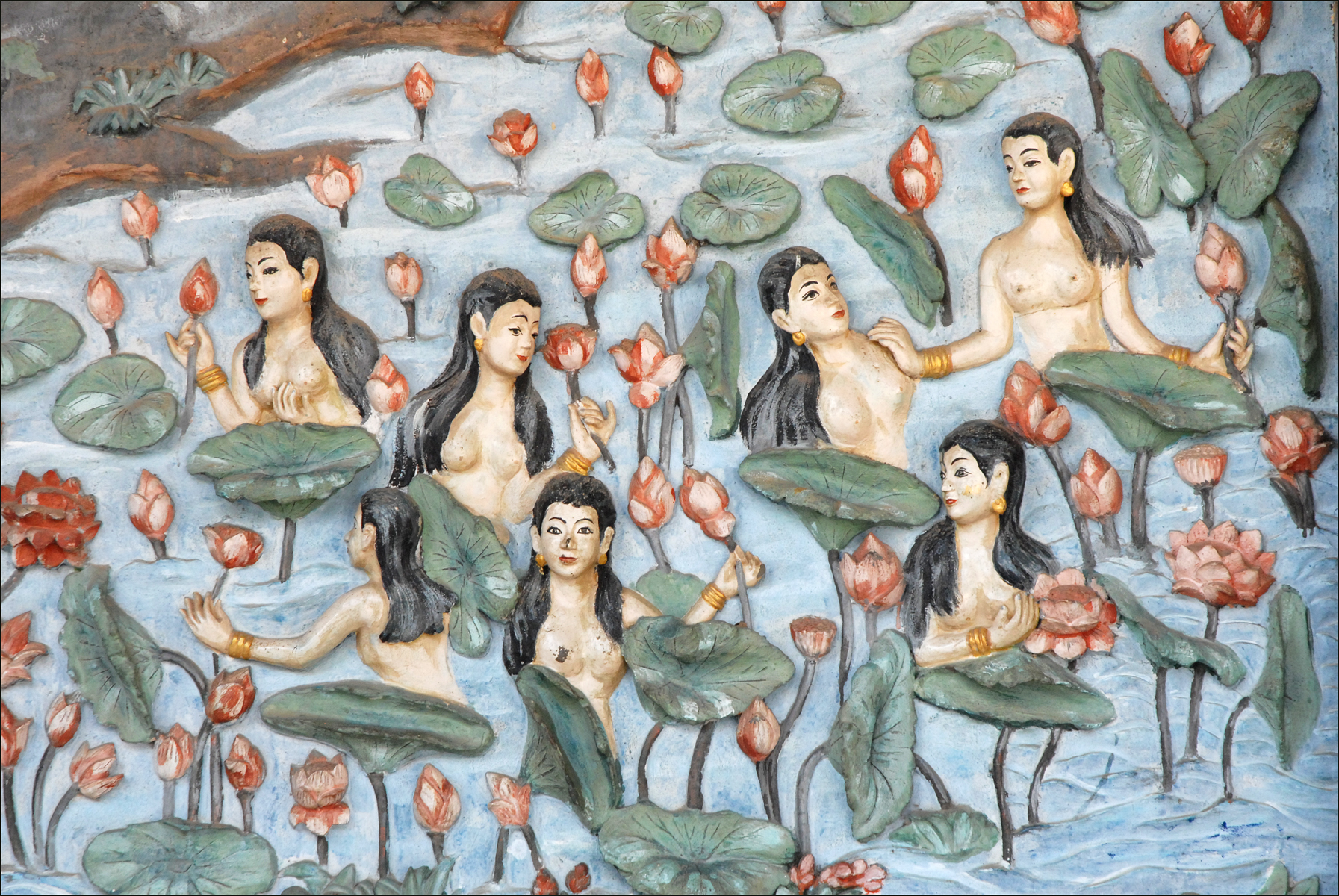
Các tiên Khẩn Na La tại một họa phẩm ở cố đô Luongphrabang, Lào

Trong tín ngưỡng thờ bàn chân Phật (Budhapad) ở Đông Nam Á, Kinnari được mô tả là một trong số 108 biểu tượng trên bàn chân Phật. Truyền thuyết của các dân tộc Shan, Thái, Lào và Khmer kể rằng Kinnari luôn sống theo từng cặp, con mái gọi là Kinnari, con trống gọi là Kinnara. Chúng là đôi chim biểu trưng cho tình yêu thủy chung và lòng mộ đạo Phật. Những cặp đôi Kinnari và Kinnara sống trong khu rừng thần Himaphan tọa lạc trên sườn núi Himalaya, nhưng họ thường xuyên bay xuống trần gian để hành thiện cứu người.
Kinnari được các dân tộc Đông Nam Á xem là biểu tượng cho tình yêu và lòng thủy chung son sắt, và xuất hiện gần với Phật trong các ngôi chùa Phật giáo Therevada. Việc phổ truyền của truyện trong hoạt động nghệ thuật biểu diễn như vậy thấy ở nhiều nước Đông Nam Á. Từ một truyện tiền kiếp của Phật, câu chuyện đã trở thành sáng tác trong văn học-nghệ thuật các quốc gia Đông Nam Á, đặc biệt phổ biến trong văn hóa Thái Lan, Campuchia, truyện Kinnari Manohara là tác phẩm văn học mỹ lệ, chiếm vị trí quan trọng trong kho tàng văn học nhiều nước Đông Nam Á.
Trong Pannasa Jataka (Bản Sinh Kinh), câu chuyện Sudhana Jataka, tiền kiếp của một nàng Kinnari có tên là Manora, nàng lấy chồng là hoàng tử Sudha, nguyên là tiền kiếp của Thích Ca Mâu Ni trong hình hài của loài chim. Cặp vợ chồng chim đang sống hạnh phúc thì một cơ lũ thần cuốn trôi Sudha đi xa, nàng Manora phải chờ chồng đến 7.000 đêm mới gặp lại nhau. Người Khmer Nam bộ cũng như các dân tộc khác đều yêu quý và sùng bái Kinnari hơn do chế độ mẫu hệ và tục sùng bái nữ thần của cư dân bản địa.
Trước khi đạo Phật cùng văn hóa Ấn Độ du nhập vào Đông Nam Á, các cư dân người Việt–Mường cổ, người Chăm cũng như nhiều tộc người khác cư trú ở vùng rừng núi phía Bắc và vùng Tây Nguyên (Việt Nam) đã có tín ngưỡng khá phổ biến là tục thờ chim, chim trở thành vật tổ. Trong sự giao thoa văn hóa, hình tượng Kinnari đầu người mình chim được thể hiện trong các ngôi đền, chùa của các nước Đông Nam Á như đài Patuxay, Khải Hoàn Môn ở thủ đô Viêng Chăn (Lào), trong các ngôi chùa Việt từ thời Lý đến thời Mạc như số tượng Kinnari còn nguyên vẹn không nhiều. 

### Indonesia

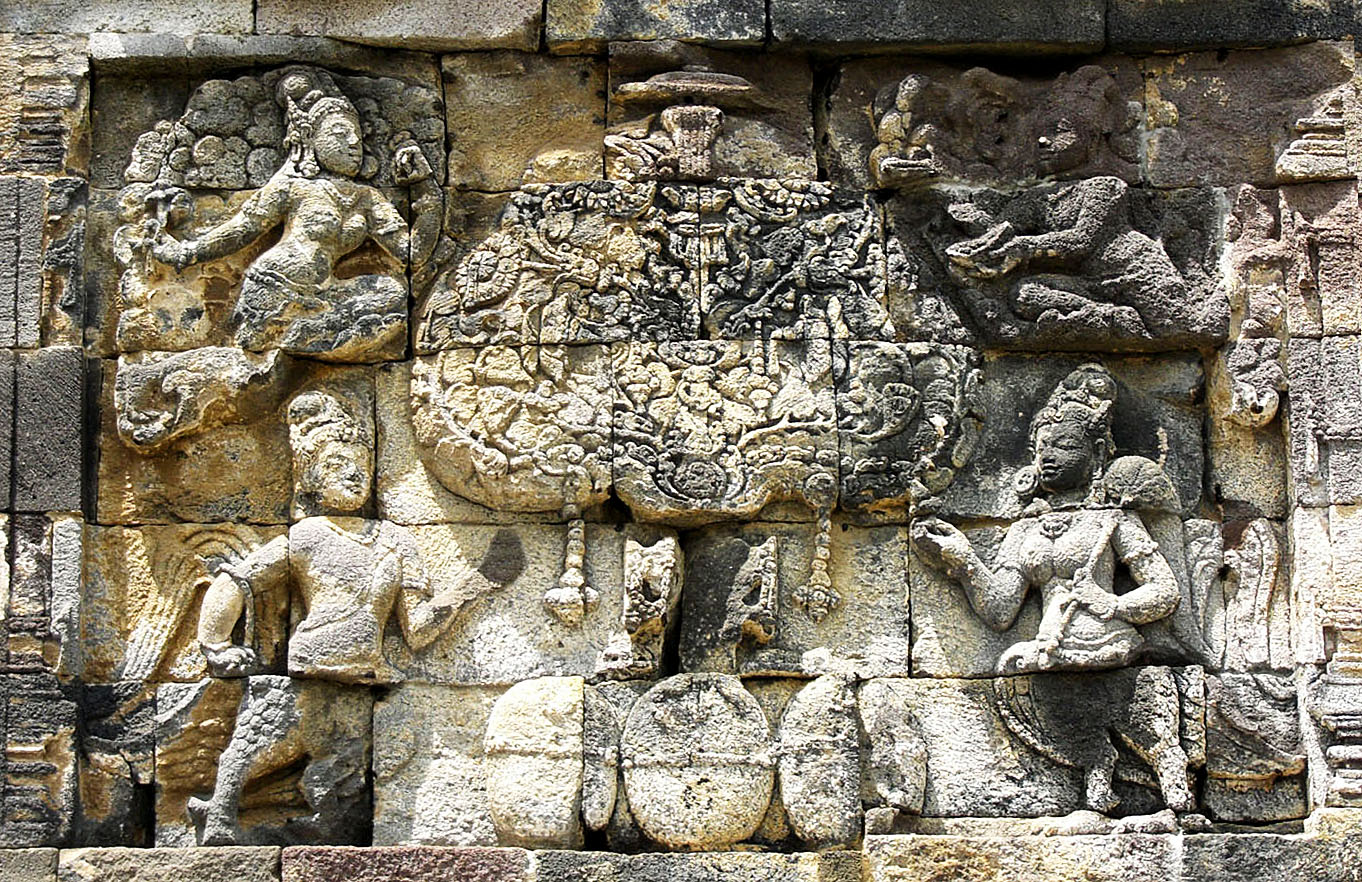
Khẩn Na La tại kiến trúc đền ở Pawon, Indonesia

Ở Indonesia, hình ảnh cặp đôi Kinnara-Kinnari có thể được tìm thấy ở những điện thờ Borobudur, Mendut, Pawon, Sewu, Sari và Prambanan. Chúng được miêu tả là những con chim đầu người hay con người với chi dưới là chim. Câu chuyện tình Kinnari Manohara nổi tiếng được miêu tả khá đầy đủ ở các phù điêu của đền Borobudur (Indonesia), ở Indonesia, truyện lưu hành bằng con đường truyền khẩu lẫn sáng tác văn học thành văn và được tạo thành phù điêu trên đá ở đền Borobudur.
Cặp đôi Kinnara-Kinnari thường được thể hiện là linh vật canh gác cây đời Kalpataru, và thỉnh thoảng được mô tả là đấng bảo hộ vại châu báu. Phù điêu cặp đôi Kinnara-Kinnari ở điện thờ Sari là duy nhất, miêu tả Kinnara như là thiên thần với đôi cánh chim gắn trên lưng, khá tương đồng với hình tượng phổ biến của các thiên thần.

### Thái Lan

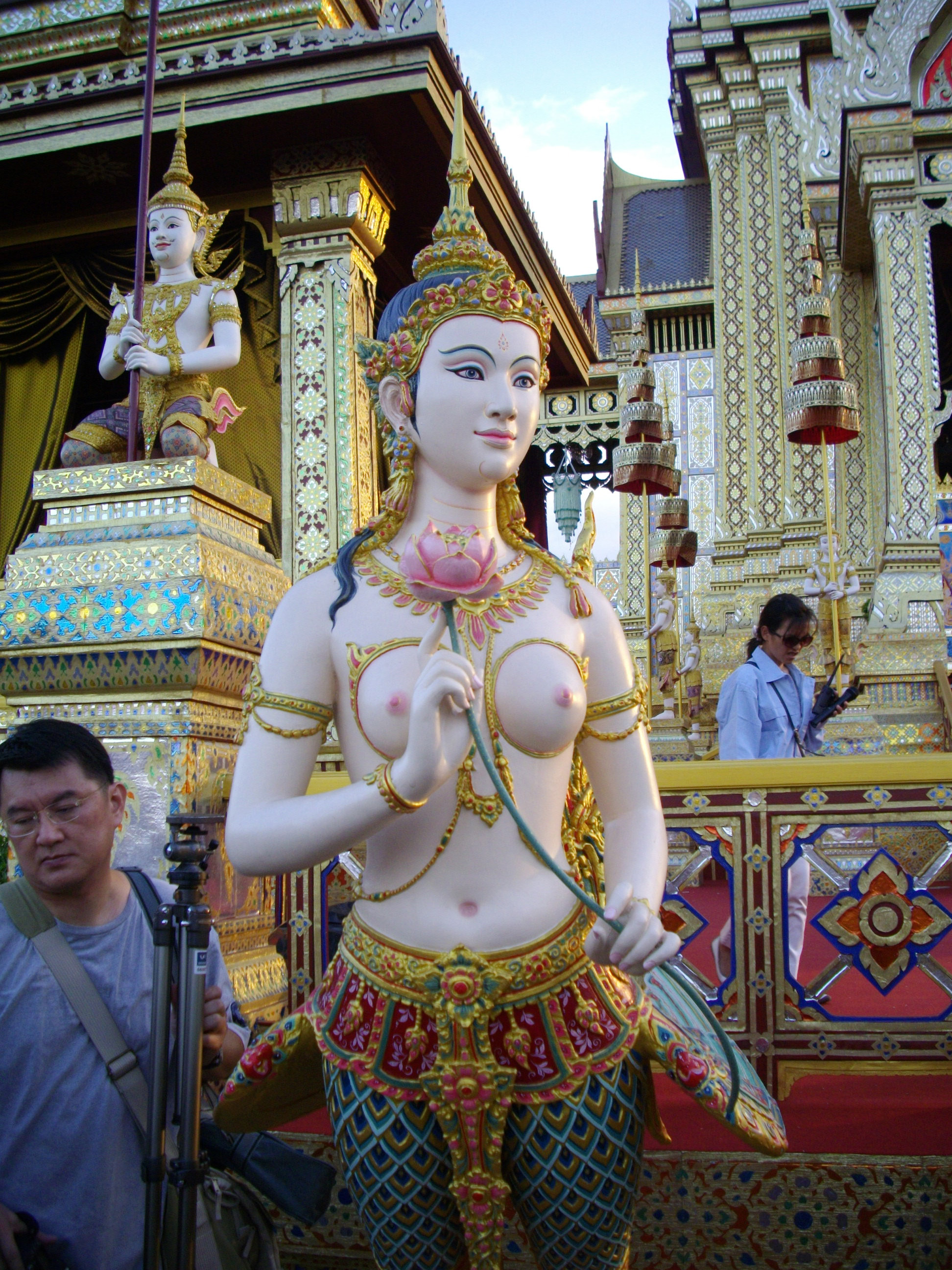
Khẩn Na La (dạng nữ) tại một ngôi chùa ở Băng Côc, Thái Lan

Kinnari (thường được phát âm là Kinnaree, tiếng Thái: กินรี) trong văn học Thái Lan bắt nguồn từ Ấn Độ nhưng được thay đổi cho phù hợp với phong cách người Thái. Kinnari của Thái được thể hiện như là một người phụ nữ trẻ đẹp nửa người nửa thiên nga với đầu và thân mình của nữ giới, bên dưới phần eo thon là cơ thể, đuôi và chân thiên nga, mặc trang phục giống như các thiên thần. Kinnaree cũng có tay người và cánh của một thiên nga. Phần thân dưới tương tự chim và có thể bay lượn giữa thế giới của loài người và các thế giới khác.
Ở Thái Lan, nhân vật Kinnari còn được biết đến với tên gọi là Manora, gốc từ Manohara trong tác phẩm Pali có tên là Pannas Jataka vào khoảng năm 1450-1470 kể về câu chuyện tình của Hoàng tử Sudhana và nàng Manora. Câu chuyện này cũng đã tạo ra điệu múa Manorah Buchayan, một điệu múa bí truyền, có trình độ nghệ thuật vũ đạo cao cấp và cũng trở thành vở vũ kịch Norah phổ biến ở miền Nam Thái Lan. Kinnaree nổi tiếng với vũ đạo, giọng ca tuyệt vời và hình dáng yêu kiều/duyên dáng thường thấy trong điêu khắc, kiến trúc truyền thống và những bích họa trong các đền điện.
Với mũ miện, bộ mặt và thân mình của một devi, kinnari có chân, cánh, và cái đuôi duyên dáng của chim hong, một dạng của ngỗng thần hamsa. Cả kinnara trống và kinnari mái là những loài được tìm thấy ở cùng những vị trí giống như hong: phía trên cổng ra vào, như là tay đỡ hay hình chạm đầu mái, mái hiên gie ra của kiến trúc rầm chìa, dọc theo những xà ngang ở đỉnh nóc, cũng như những diềm trang trí. Kinnari là vũ công bán thần thường được thể hiện với bàn tay, cánh tay trong tư thế múa. Con đực (đối ngẫu với con mái Kinnari) là Kinnon/ Kinna Norn/ Kinnanorn. Sinh vật này có phần thân trên của người và phần thân dưới của một ngỗng thần Hongsa.
Câu chuyện Sudhana Jataka được các nghệ nhân dân gian Thái Lan sáng tác thành điệu múa Manorah Buchayan, một trong những điệu múa cổ truyền nổi tiếng của Thái Lan. Tại miền Nam Thái Lan nó được gọi bằng tên khác là Norah. Còn tạp chí của Hãng hàng không Thái Airway lấy tên là Kinnari (Kinnaree). Các ngôi chùa ở Thái Lan, người Thái còn thể hiện hình tượng những cặp Kinnara và Kinnari cùng đứng bên cạnh con cái của chúng. Kinnari thường được thể hiện bằng những pho tượng lớn dựng trong sân chùa.

### Myanmar

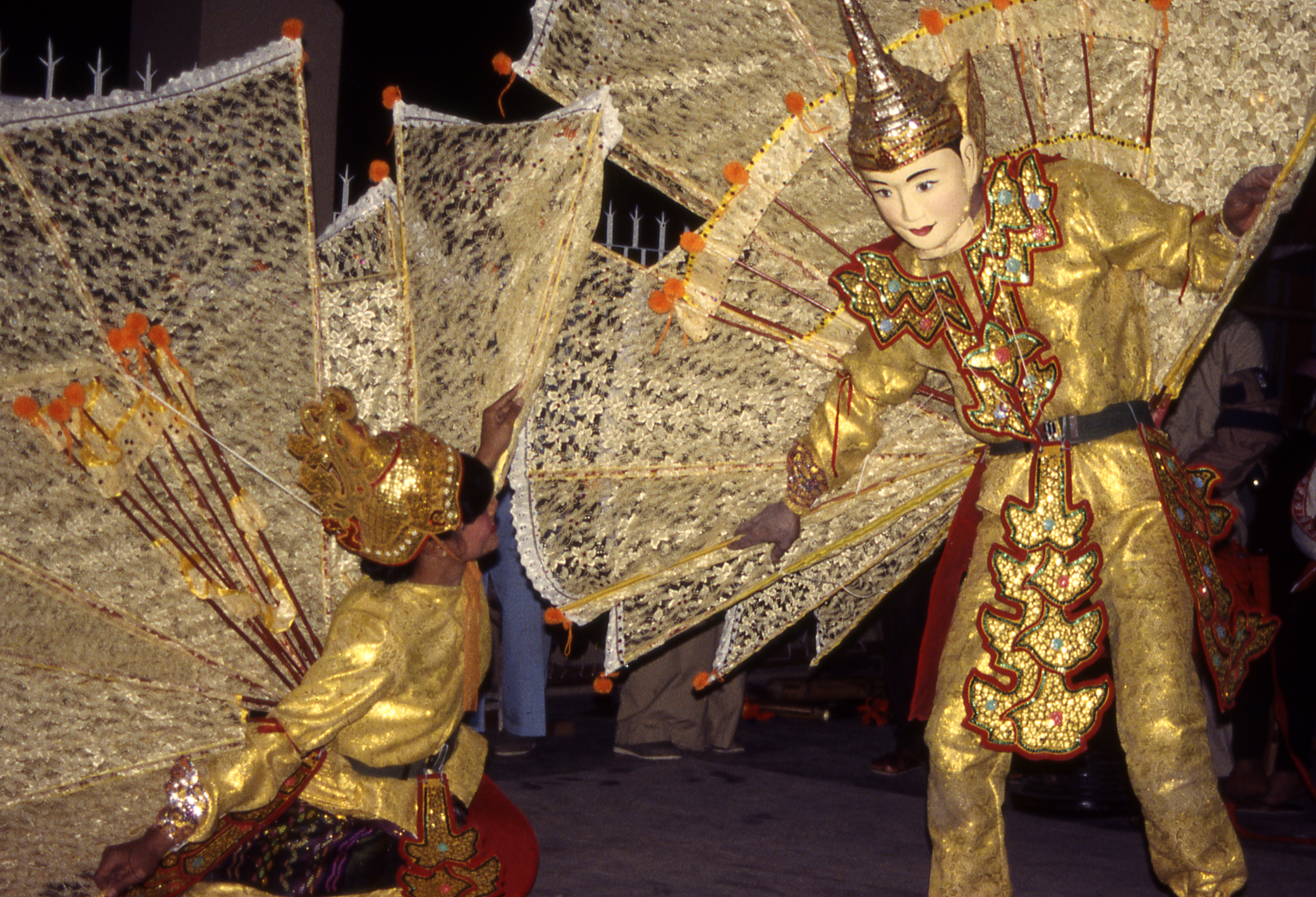
Khẩn Na La trong một điệu múa của người Shan ở Miến Điện

Ở Miến Điện, Kinnara được gọi là keinnaya hay kinnaya (tiếng Miến: kin-na-yi); con mái được gọi là keinnayi hay kinnayi. Trong mỹ thuật Miến Điện, Kinnari được mô tả kín đáo với phần che ngực. Bức tượng dùng làm phần thưởng của Học viện Myanmar dành cho những người chiến thắng là Kinnari. Cặp đôi Kinnara-Kinnari được xem là biểu tượng của dân tộc Karenni.
Tín đồ Phật giáo Miến Điện tin rằng ngoài 136 tiền kiếp của Đức Phật là động vật, có bốn tiền kiếp là Kinnara. Kinnari cũng là một trong 108 biểu tượng được thể hiện trên dấu chân Đức Phật. Kinnara chiếm 4 trong số 136 tiền thân của Đức Phật. Quan điểm này rất giống với câu chuyện Sudhana Jataka của Thái Lan do giao lưu văn hóa giữa vùng Chiang Mai và Miến Điện.
Ở Miến Điện loài chim huyền Kinnari đã đi vào đời sống văn hóa tinh thần của cư dân. Giải thưởng học thuật dành cho những người có đóng góp to lớn cho quốc gia là một pho tượng nhỏ bằng vàng hình Kinnari. Lá cờ của bang Kayah ở Miến Điện có ba màu xanh, trắng, vàng với hình Kinnara ở trung tâm. Người Miến Điện cũng cho rằng Kinnari là biểu tượng cho sắc đẹp nữ giới, sự hoàn hảo và còn là biểu tượng cho thơ văn, nghệ thuật ca hát và nhảy múa khác với quan niệm của người Ấn Độ là những lĩnh vực này thường đặt dưới quyền cai quản của nữ thần Sarawati.
Trong vũ điệu Kinnari, người vũ công thường thể hiện điệu múa kể lại câu chuyện tình yêu thủy chung của đôi chim huyền thoại này. Các động tác thường thể hiện qua cách uốn lượn của thân thể và sự chuyển động của đôi tay diễn ta một đôi chim đang đùa nghịch nhau. Trang phục truyền thống của vũ công luôn thể hiện có chiếc đuôi chim phía sau. Các vũ công thường trình diễn trong các nghi lễ truyền thống cũng như các vũ điệu cổ điển của bang Shan.
Chuyện đôi ca thần Canda (Tiền thân Canda Kinnara) một trong những chuyện tình lãng mạn trong Bộ Chuyện Tiền thân. Trong truyền thuyết khi vị đạo sĩ Sumedha (Thiện Tuệ), tiền thân Phật Thích Ca, được Cổ Phật Dipankara (Nhiên Đăng) thọ ký để thành Phật, có một thiện nữ phát đại nguyện làm bạn đời của Ngài vô lượng kiếp cho đến ngày đắc quả Vô thượng Giác ngộ. Đại nguyện này đã được thể hiện qua những mối tình chung thủy giữa nàng và Bồ tát, tiền thân Đức Phật dưới nhiều hình thức khác nhau: từ đôi chim bồ câu, thiên nga hay quạ, cho đến đôi vợ chồng vương giả trong cung điện.
Đặc biệt ở câu chuyện Tiền thân Canda, Bồ tát và nàng là đôi ca thần Kinnara (Khẩn Na La), một loài thần tiên ở núi rừng có giọng ca tuyệt vời trên thế gian và luôn sống quấn quýt bên nhau không rời ngay cả trong hiểm nguy hoạn nạn. Kinnara và Kinnari tượng trưng cho tình yêu bất diệt. Các cặp Kinnara-Kinnari đời đời yêu nhau vĩnh cửu trong Himavanta, một khu rừng ma thuật xung quanh núi Meru (trung tâm của vũ trụ). Nayanthara cho biết thiên thần nhạc công Kinnra và Kinnari là hình ảnh hấp dẫn nhất trên những mảnh vỡ của bức tranh được tìm thấy tại hang Ajanta.

### Người Khmer

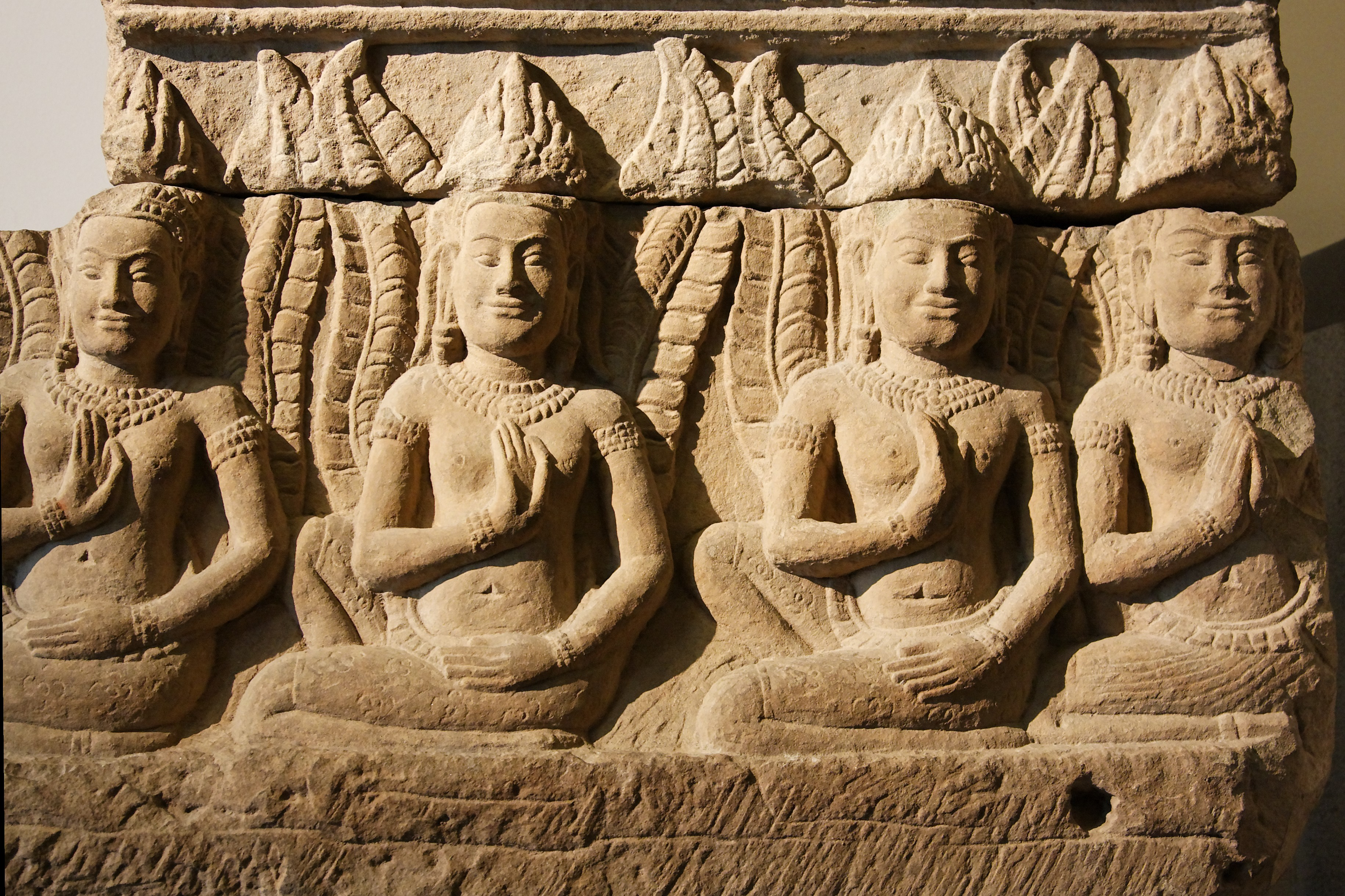
Khẩn Na La theo phong cách của người Miên ở Ăngkor

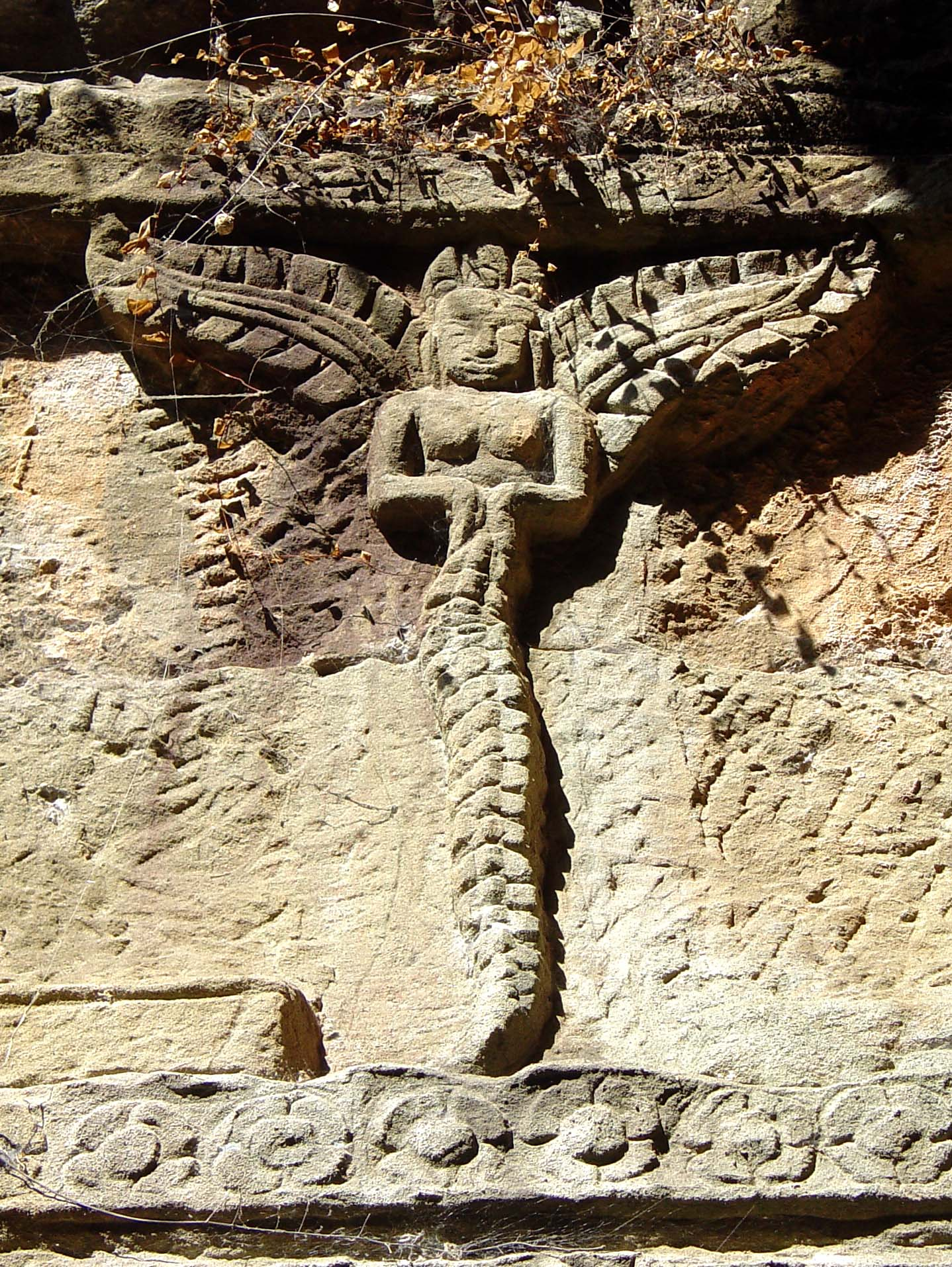
Khẩn Na La tại Angko

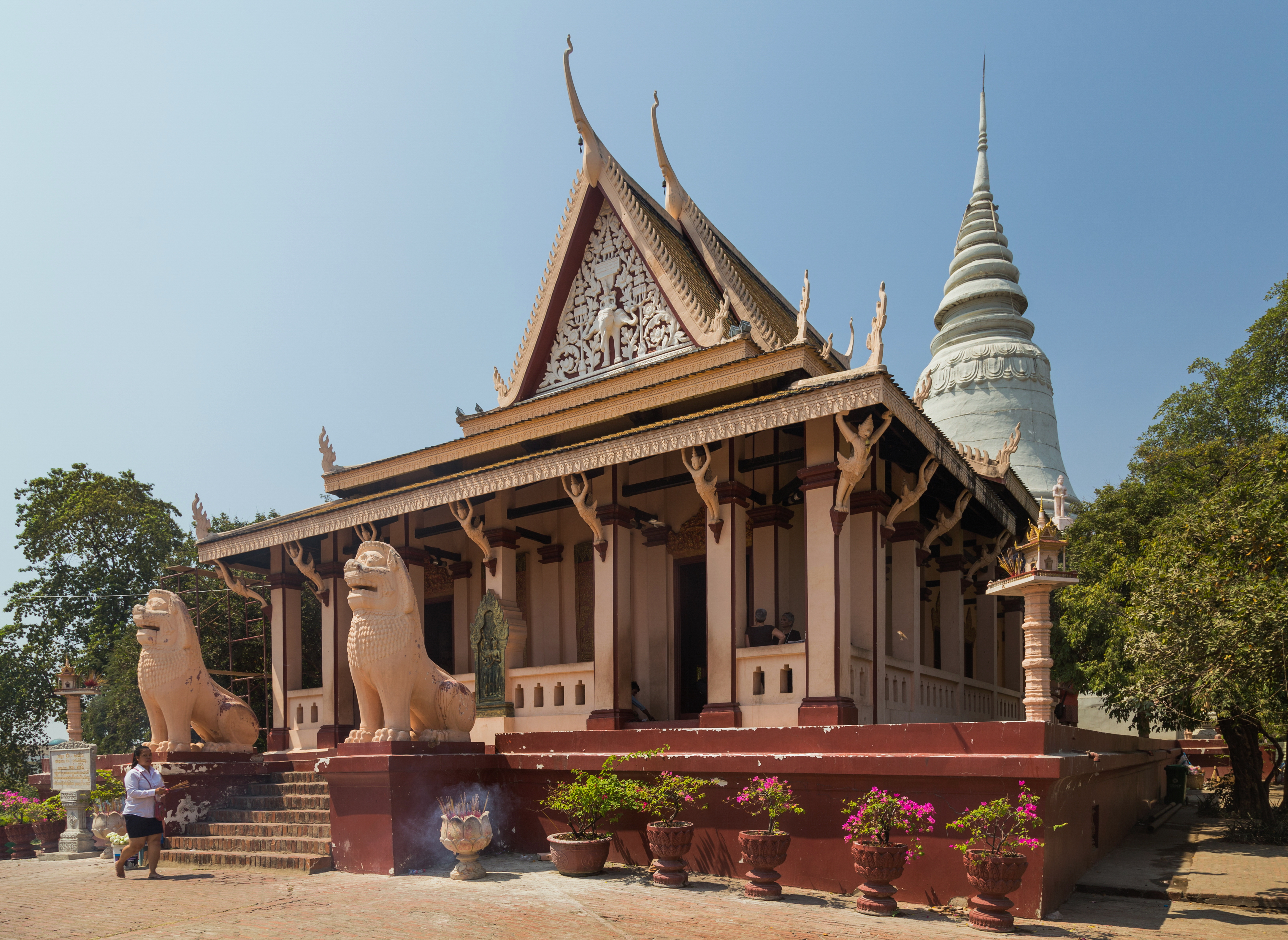
Kiến trúc Khẩn Na La tại Campuchia

Ở Campuchia, Kinnara được biết trong ngôn ngữ Khmer như là Kenar (phát âm tiếng Việt: Kầy-no) và con mái tương ứng là Kinnari, thường được miêu tả phổ biến trong mỹ thuật và văn học Campuchia hơn là con giống đực. Chúng thường được thể hiện dưới dạng những bức tượng chống đỡ nơi cột trụ bên ngoài hay mặt tiền kiến trúc Angkor và hầu hết ở các kiến trúc chùa chiền Phật giáo, đặc biệt là các ngôi chính điện Preah Vihear và các tháp Chét-đây (chứa tro cốt chư Tăng hay tín đồ quá vãng).
Chúng là biểu tượng của sắc đẹp và cũng là những vũ công khéo léo múa dẻo. Kinnari là nguyên mẫu trong tiết mục múa ba lê của hoàng gia Campuchia, xuất hiện như là nhóm tinh nghịch có một sức quyến rũ, lôi cuốn mạnh mẽ. Vở vũ kịch truyền thống Robam kenar miêu tả những sinh vật dạng tiên chim Kinnari nô đùa, vui chơi trên một ao sen cũng là vở diễn mà “Nhân vật kenar” là vai chủ đạo. Ở Campuchia, chuyện này có tên bản địa là Preah Sothon-Niêng Keo Mnôria.
Kinnari có nguồn gốc trong thần thoại Ấn Độ cũng được người Khmer Nam bộ ở Việt Nam gọi là Kày No, tên gọi này nhằm chỉ một giống sinh vật huyền thoại nửa người nửa chim. Thần phả và điêu khắc mô tả Kinnari với hình dáng của một nữ nhân xinh đẹp, mặc y phục thiên thần ở nửa phần trên của cơ thể, nửa phần dưới thuộc giống chim nên được trang trí bằng đôi cánh và chiếc đuôi. Với hình dáng này các nàng Kinnari được tin là có thể sống dưới hạ giới, nhưng khi cần thì có thể vỗ cánh bay về trời. Kinnari trong điêu khắc khá phổ biến trong các chùa Khmer Nam bộ, Kinnari được trang trí thành những dãy dài xung quanh cổng chào và chánh điện, với hình dáng của những nữ nhân xinh đẹp nửa người nửa chim, hai tay trong tư thế giơ cao đỡ lấy mái chùa. 
Ở những ngôi chùa cổ, tượng Kinnara được tạo tác bằng gỗ sơn màu sặc sỡ; còn ở các chùa mới xây, tượng Kinnari thường được đổ khuôn bằng xi măng. Các tượng Kinnari trong các ngôi chùa Khmer Nam bộ có màu sắc sặc sỡ, khuôn mặt thanh thoát, đôi chân đứng trên một cái bệ dính vào tường, hai tay giơ cao đỡ mái cổng hay chánh điện. Ở các góc chùa có thêm hình tượng Krut (tức Garuda) cũng được thể hiện trong tư thế giống như Kinnari. Tại một số ngôi chùa Khmer ở Trà Vinh, chiếc bệ mà Kinnari đứng trên đó được thể hiện theo hình đài sen, hình vuông nhưng cũng có nơi chiếc bệ là một chiếc đầu người đẫm máu.
Hình tượng Kinnari với đôi tay đỡ mái chùa vốn có nguồn gốc từ nghệ thuật Bayon thế kỷ thứ XIII ở Xiêm Riệp. Phong cách Bayon thường thể hiện những hàng dài Garuda hay sư tử (Simha) dùng đôi tay đỡ lấy bệ tháp hay mái tháp. Phong cách này có ảnh hưởng đến nhiều quốc gia như Thái Lan và Champa nhất là điêu khắc tại tháp Dương Long tỉnh Bình Định. Người Khmer Nam bộ cũng chịu ảnh hưởng bởi nghệ thuật điêu khắc Phật giáo Bayon nhưng chỉ thể hiện các Kinnari đỡ mái chùa, không thể hiện các Kinnari đỡ bệ tháp hay nhà chùa. Hình tượng Kinnari và Krut đỡ mái chánh điện biểu hiện cho thuyết vũ trụ luận của Phật giáo Theravada là ngọn núi Tudi của Phật luôn bay lơ lửng trên thiên giới.
Người Khmer tin rằng ngôi đền bay trong không trung là do sức mạnh từ những đôi tay và đôi cánh của loài chim thần. Chiếc đầu lâu đẫm máu mà các nàng Kinnari dẫm lên, ảnh hưởng từ yếu tố Mật tông giáo khi diễn tả nữ thần Kali chiến thắng Ma vương Ravana bằng cách đoạn lấy chiếc đầu. Hình tượng trong các ngôi chùa Khmer Nam bộ lại mang ý nghĩa khác là sự chiến thắng của tâm hồn thánh thiện đối với sự u minh của con người được gọi là chiến thắng Mara. Mara trong Phật giáo Theravada được mô tả là quỷ vương hay đến quấy phá Đức Phật tu hành. Mara nghĩa là ảo ảnh hay sự u minh của con người nên hình tượng Kinnari dẫm chân lên Mara là biểu hiện cho cái thiện luôn chiến thắng cái ác trong cách hành xử của Phật tử khi đến chùa. 
Một ý nghĩa khác là Kinnari có mối quan hệ tiền kiếp với Đức Phật nên họ ở cạnh Đức Phật để canh gác cho ông này tu hành. Họ ca hát trong khu rừng Himaphan để tăng thêm niềm vui cho các linh vật khác như rắn Naga, sư tử, thiên nga, voi và khỉ. Kinnari cũng là những thần hộ pháp canh giữ nhà chùa. Họ xinh đẹp nhưng cũng rất dũng mãnh tấn công, yêu ma theo kiểu của loài chim là chộp lấy đầu rồi bay lên cao, nếu chúng dám đến quấy phá nơi tôn nghiêm. Người Khmer Nam Bộ xem Kinnari là biểu tượng cho nét đẹp thánh thiện, hoàn mỹ và biểu tượng cho tình yêu thủy chung trong đời sống hôn nhân. 
Vì quan niệm Kinnari chỉ là những linh thần bình thường trong cõi Tam giới nên chúng vẫn có đời sống vợ chồng theo từng cặp. Cùng với nữ thần Mẹ đất Phra Thorni, Kinnari là nhân vật nữ nhân thứ hai xuất hiện trong thần điện Phật giáo Theravada của người Khmer Nam bộ. Nét đẹp lộng lẫy của những nàng Kinnari không biểu tượng cho nhục thể mà thể hiện cho nét đẹp thánh thiện, nét đẹp quý phái của những nữ nhân Phật tử nhưng mang trong lòng tâm hồn thánh thiện và tình yêu thủy chung trong hôn nhân gia đình. Linh vật Kinnari là một phần quan trọng không thể thiếu trong các ngôi chùa Khmer Nam Bộ. 
Chúng đóng vai trò quan trọng trong việc xua đuổi tà ma bảo vệ Phật pháp. Cách thể hiện Kinnari với đôi tay đỡ lấy mái chùa phần nhiều chỉ xuất hiện ở các ngôi chùa Khmer Nam Bộ nhưng điều khác với Thái Lan là người Khmer Nam Bộ lại không thể hiện các cặp Kinnara và Kinnari cùng với con cái. Chúng còn là biểu tượng cho môi trường thiên nhiên của khuôn viên nhà chùa (khu rừng Himaphan) nơi những loài chim muôn sinh sống. Sự xuất hiện của hình tượng Kinnari trong các ngôi chùa thể hiện cho tình yêu thiên nhiên, quan điểm tôn trọng tình yêu của con người và sự sống của muôn loài trong Phật giáo Theravada. Trong kiến trúc chùa Khmer Nam Bộ, các nàng Kinnari được thể hiện xung quanh chánh điện với hai tay đỡ mái chùa chiền Khmer.

### Việt Nam

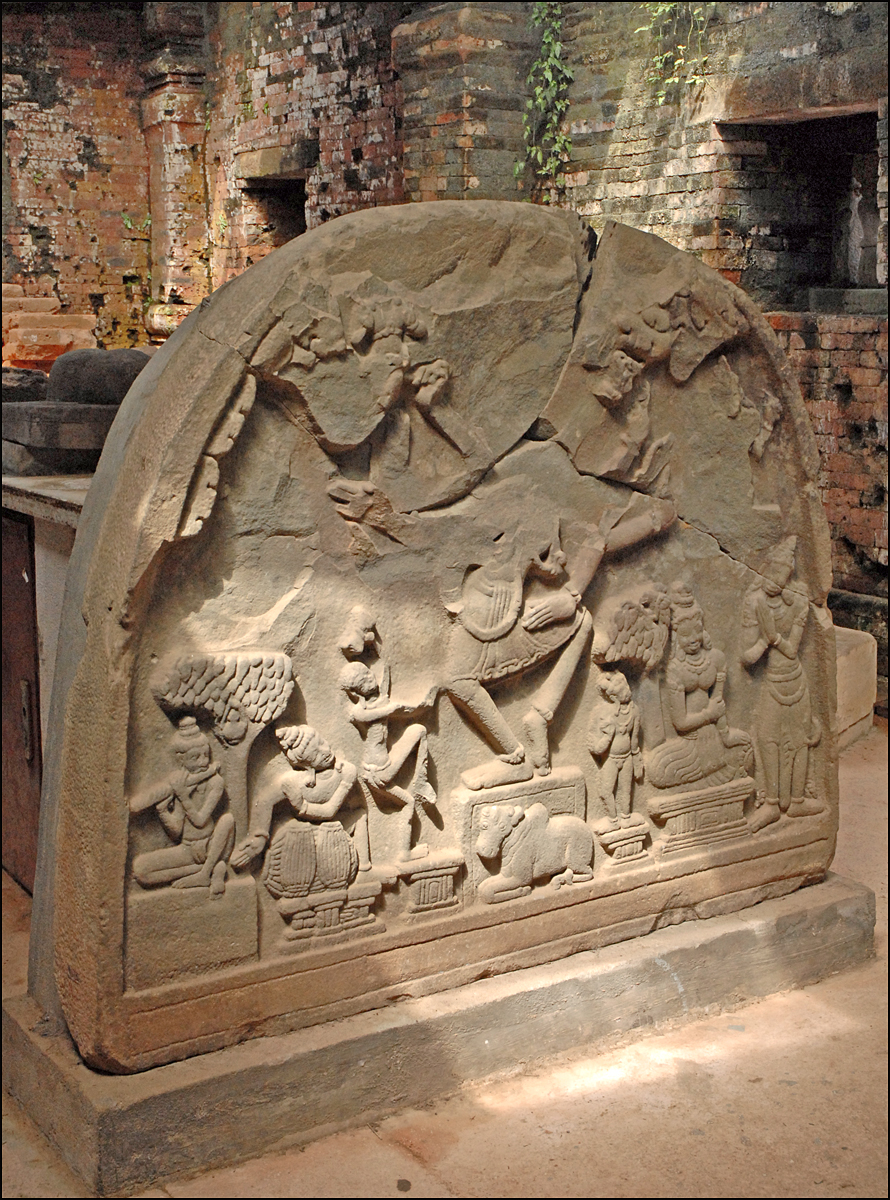
Khẩn Na La (người có cánh) trong một di chỉ tại Thánh địa Mỹ Sơn

Biểu tượng chim thần Kinnari của người Chăm được lấy từ mô típ chim thần Garuda trong thần thoại Ấn Độ. Loại hình này thường được người Chăm dùng trang trí thành băng trên diềm mái tháp. Trong nghệ thuật điêu khắc Chăm, hình tượng Kinnari được thể hiện rất phong phú đa dạng như di tích Tháp Mắm (Bình Định) phát hiện nhiều tượng Kinnari. Phong cách nghệ thuật Chăm giàu cảm xúc, không huyền bí như mỹ thuật Lý.
Tượng Kinnari bằng đá sa thạch nguồn gốc phát hiện tại Tháp Mẫm thể hiện hình ảnh nhạc công Kinnari trên đầu đội một cái Kisita - Mukuta có 5 tầng, tầng trên cùng là một cánh hoa, 4 tầng dưới trang trí cánh hoa đầu vê tròn kết dải. Quanh trán có chuỗi hạt tròn kết dải. Gương mặt với vầng trán rộng, lông mày cong, mắt to hình cung.
Sống mũi cao, cánh mũi nở, miệng mỉm cười, đôi môi dày, môi dưới hơi trề. Má bầu bĩnh cằm chẻ, hai tai to, đeo trang sức hình khuy tròn. Cổ ngắn, trước ngực đeo vòng trang sức. Ngực tượng nở, bụng thon gọn. Hai tay đưa lên cao thẳng góc ở khuỷu tay, lòng bàn tay ngửa ra phía trước với 5 ngón thon. Trên bờ vai mang đồ trang sức là những chuỗi hạt tròn kết dải, chính giữa có đóa hoa 5 cánh.
Trang phục Kinnari, quanh bụng quấn sampot khắc tạc nhiều họa tiết đẹp, dưới bụng là một cái đai nịt lớn. Trên đai nịt trang trí chuỗi hạt kết dải, ở giữa là đóa hoa 4 cánh, dưới đai nịt trang trí lớp cánh sen, dưới hoa văn cánh sen là hoa văn hình xoắn ốc. Sau vai trái có một cánh chim khắc tạc cẩn thận. Phía sau tượng có gờ nhô ra để gắn vào công trình kiến trúc.
Tượng Kinnari tại tháp Mẫm được thể hiện thân, mặt người, vỡ mất phần chân, thần đội mũ hình chóp, khuôn mặt thanh tú, hai tai đeo trang sức hình tròn, cổ đeo vòng trang sức, hai bầu vú căng tròn, hai tay đưa ra sau thẳng hàng với khủy tay, bàn tay xòe ra trong tư thế đang bay; bắp tay; cổ tay đeo trang sức, phía sau có đôi cánh, trên đôi cánh trang trí hoa văn kẻ sóng lá, thần mặc một trang phục ngắn, thắt lưng là đai nịt gồm nhiều hạt tròn kết dải, phía trước có một sampot đầu vê tròn, trên trang phục trang trí hoa văn vảy cá xếp lớp.
Tượng Kinnara (Nam thần) thể hiện một vị Nam thần, đầu đội mũ hình chóp gồm 4 tầng, trên mỗi tầng trang trí những cánh hoa liên kết, viền mũ trang trí những hạt tròn kết dải, trán rộng vuông, 2 cung mày cong dài, mắt nhắm, sống mũi thẳng, cánh mũi to, miệng rộng; hai tai to dài đeo vòng trang sức hình khuy tròn; cổ đeo vòng trang sức to bản, 2 bắp tay to cũng đeo trang sức; thần ở trần để lộ thân hình lực lưỡng, tay phải bị vỡ, tay trái giơ lên ngang vai, lòng bàn tay hướng ra phía trước; trang phục của thần giống như một chiếc váy tròn trang trí 3 lớp cánh hoa kết dải. Phía sau lưng thần có đôi cánh như cánh chim nhưng bị vỡ và có chốt đế gắn vào kiến trúc.
Có một tượng Kinnari bị mất phần đầu và chân, chỉ còn một đoạn thân; phía sau có chốt dài để cắm vào tháp. Tượng có 2 cánh 2 bên trong tư thế đang bay; thân cánh trang trí hoa văn dật cấp hình sống lá; cổ đeo trang sức chấm bi kết dải, mặt trang sức hình lá đề; thân để trần lộ ra 2 bầu vú căng tròn; 2 tay đang chắp lại trước ngực trong tư thế cầu nguyện; 2 cổ tay tròn lẵng đeo trang sức; eo thon; tà sampot là dải yếm vê tròn phía dưới.
Tượng Kinnari chỉ còn phần thân; có 2 cánh nhưng bị vỡ một cánh; cổ đeo trang sức; 2 bầu vú căng tròn; tay và cổ tay đeo trang sức; 2 tay chắp trước ngực trong tư thế cầu nguyện; ngực ưỡn ra phía trước trong tư thế đang bay. Đầu tượng Kinnari, bằng đá sa thạch. Mặt người, đội mũ hình chóp. Trên thân mũ trang trí các lớp cánh hoa kết dải; vành mũ trang trí một hàng hoa văn chấm bi; mặt thon, 2 mắt nhắm; 2 tai dài; phía sau đầu tượng có chốt để gắn vào tháp.

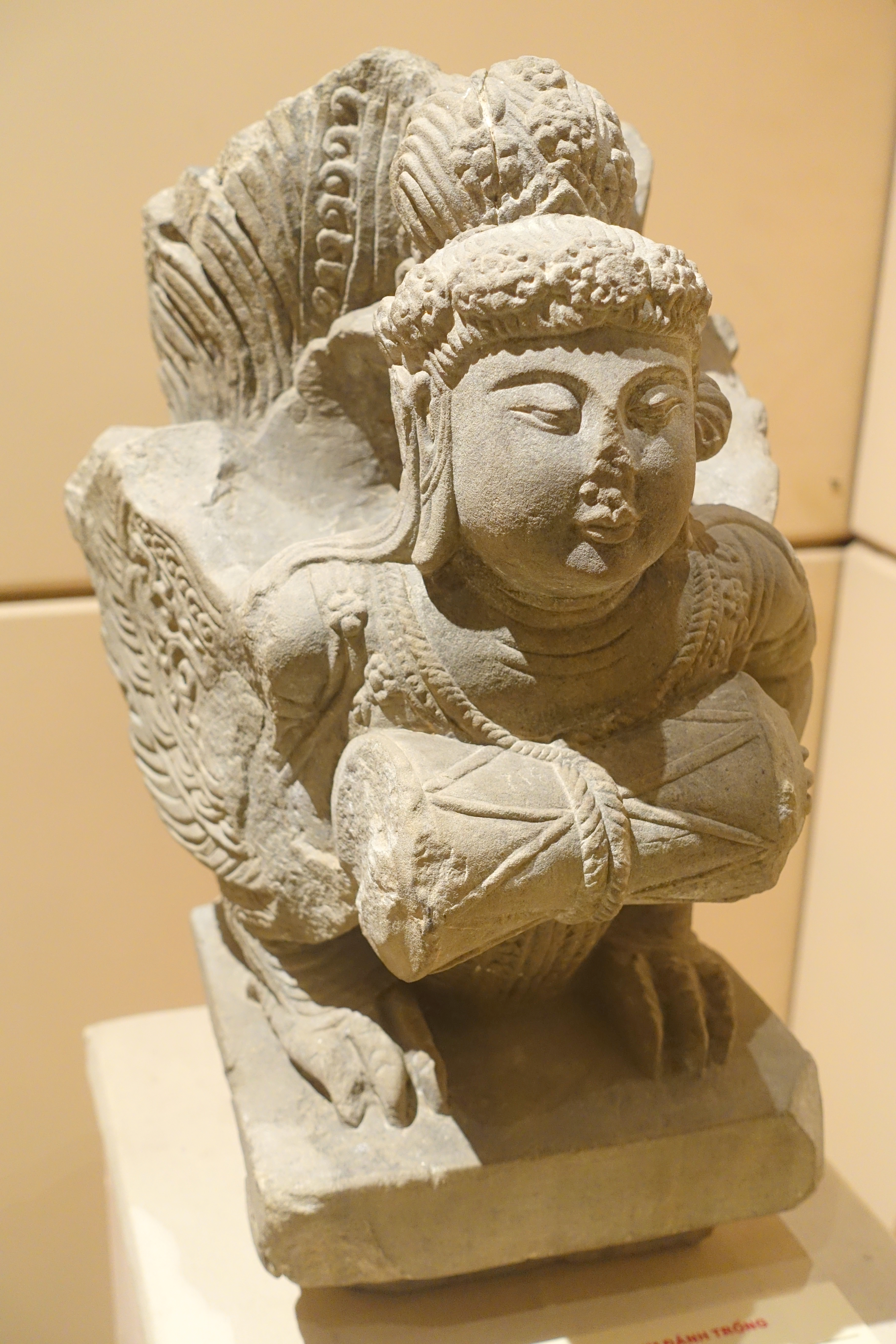
Khẩn Na La tại Chùa Phật Tích

Khẩn Na La ở văn hóa Việt được xác tín như một loại chúng sinh có thuộc tính như tiên nữ và được hiểu như một dạng Ngọc Nữ dâng hoa cúng Phật và trong văn học một câu chuyện tình chung thủy đắm say của một người trần với nàng Kinnari như truyện Kinnari Manohara phổ biến ở các quốc gia Đông Nam Á, ngoài việc lưu hành truyện Ngưu Lang - Chức Nữ gốc từ Trung Quốc. Ở Việt Nam, Kinnara/ Kinnari, ngoài các di tích Champa, còn thấy các nữ thiên thần đầu người mình chim (Kinnari) vừa múa hát vừa dâng hương hoa và các quả thiêng hầu Phật ở các đồ án trang trí thời Lý.
Cách tạo hình các tượng thiên thần Kinnari ở chùa Phật tích về tổng thể mang đặc điểm chung là nửa thân trên là người, mình chim, hai cánh xòe xuôi theo thân, chân có móng chắc, khỏe. Chi tiết tạo hình các tượng không giống nhau: có những tượng được thể hiện trau chuốt, trang phục, chi tiết mắt, mũi, miệng rõ, nhưng cũng có những tượng lại tạo hình lược giản chủ yếu là những tượng nhỏ. Tượng càng nhỏ, tạo hình càng đơn giản, các tượng Kinnari nhỏ trang trí ở vị trí cao chỉ cần tạo hình dáng chung miễn là hài hòa với tổng thể kiến trúc và trang trí của tháp.
Có thể gặp ở những dạng tượng Kinnari ở chùa Thái Lạc, chùa Phật Tích, chùa Long Đọi. Bức phù điêu ở chùa Long Đọi thể hiện hình tượng Kinnari có bộ mặt giống con người hiện thực, thể hiện sự trầm tư, vẻ đẹp dịu dàng nhưng lại rất rạng rỡ, phảng phất hình bóng của người Chăm với chiếc khăn quấn đầu rủ từ thái dương xuống vai, phía sau có đôi cánh như cánh chim, hai tay đưa ra phía trước, một tay giơ lên cao, một tay giơ thấp, thân hình uốn lượn mềm mại trong tư thế đang múa, xung quanh là những đám mây.
Một số nhạc cụ của các Kinnari như đàn tỳ bà, trống Phong Yêu (còn gọi là trống Tầm Bông), chũm chọe4, ống tiêu. Loại trống của Kinnari chùa Phật Tích là trống cơm, trống của Kinnari chùa Phật Tích là trống Phong Yêu (còn gọi là trống Tầm Bông). Hình chạm trên một khối đá thuộc thành phần kiến trúc đào được từ phế tích chùa Phật Tích và ở chùa Thái Lạc thời nhà Trần, các dạng tiên nữ đầu người mình có thể chia làm ba loại dạng:

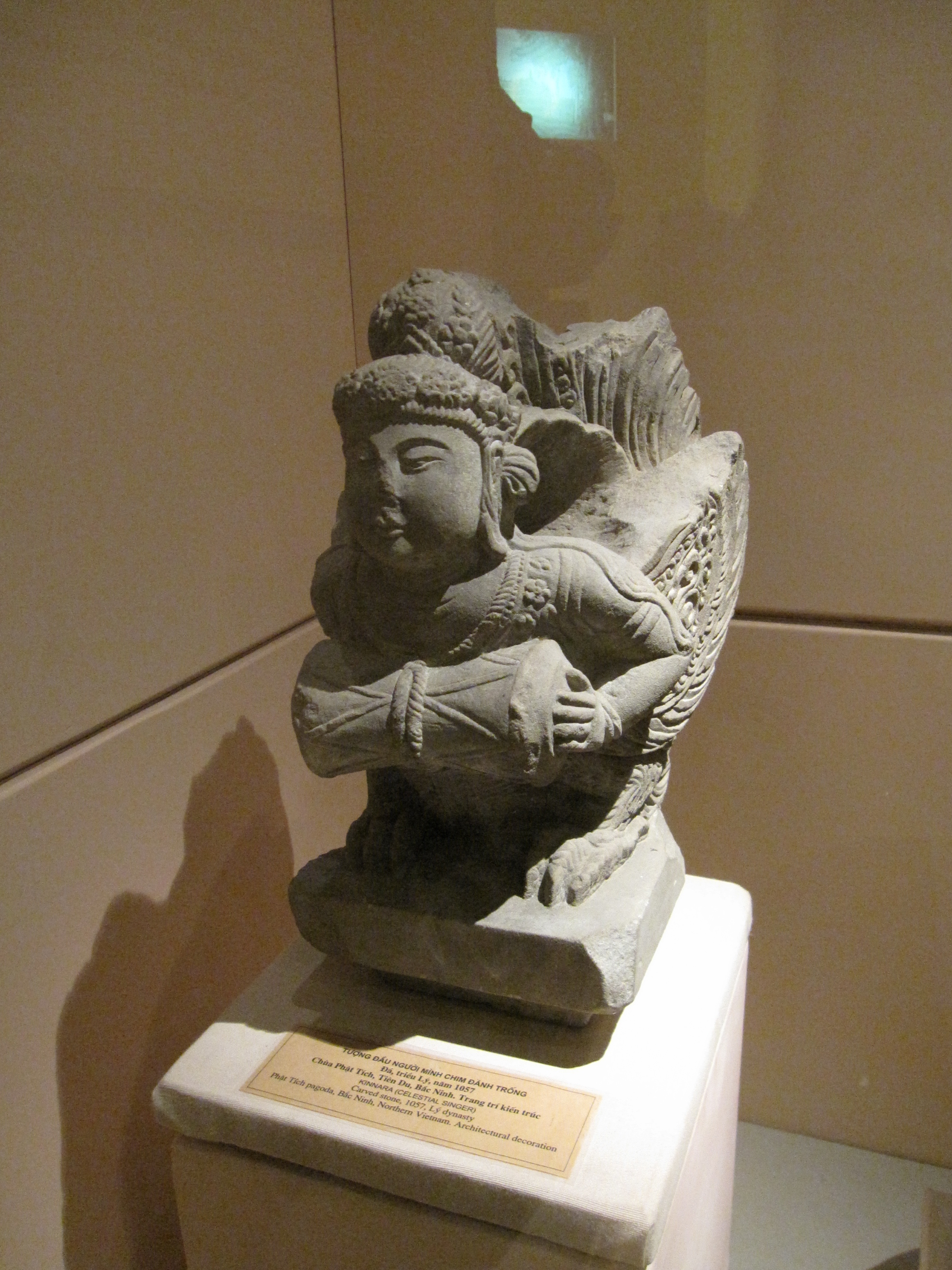
Hình tượng Khẩn Na La tại chùa Phật Tích, Bắc Ninh ở Việt Nam

- Loại thứ nhất là hoa văn chạm hình hai tiên nữ đầu người mình chim cùng dâng hoa chầu Phật trong khung hình lá đề. Hai tiên nữ ở đây trong một bố cục quay đầu vào nhau cùng dâng hoa cúng Phật. Cả hai đều đứng trên đài sen, một tay để trước ngực còn tay kia giơ cao nâng đỡ các chùm hoa dâng Phật hay trịnh trọng đưa cả hai tay đỡ một bình đựng hoa to. Đầu chúng mọc ra đôi cánh như cánh chim dang rộng với nhiều lớp lông trong tư thế sẵn sàng vỗ cánh bay, phía sau là chùm lông đuôi dài đang cuộn sóng uốn lượn bay ngược lên phía trên.
- Loại thứ hai chỉ thể hiện một tiên nữ đầu người mình chim dâng hoa, hoa một bông và các tiên nữ đứng trên mây. Đồ án đóng khung vuông bằng các hoa văn dấu phẩy. Loại đồ án này gồm có hai đôi. Mỗi đôi đều có hình tiên nữ quay mặt ngược chiều nhau và lúc để hai bên Phật điện, ta thấy các tiên nữ đều hướng vào giữa trung tâm của điện thờ.
- Loại thứ ba là loại thể hiện hình các tiên nữ đầu người mình chim hai tay dâng bình hoa to, cả hai cùng quay đầu về một phía như đang nối đuôi nhau trên đường bay về dâng hoa chầu Phật.

Một trong các tượng Kinnari của chùa Phật Tích có chiều cao khoảng 40 cm, còn tương đối nguyên vẹn là hình tượng đầu người mình chim. Tượng mang khuôn mặt bầu, mắt xếch, lông mày dài, sống mũi cao, hai tay bị vỡ, tuy nhiên bàn tay đang đánh chũm chọe vẫn còn nguyên vẹn. Kinnari đội mũ, khuôn mặt bầu bĩnh, thân hình và đôi tay người, đôi chân chim có móng vuốt sắc nhọn, phía sau Kinnari có đôi cánh giang rộng, toàn thân ưỡn về phía trước trong tư thế đang bay và hai tay ôm trống. Tượng này đặc biệt có khuôn mặt nghiêng sang bên phải trong tư thế hơi nghếch lên, trong khi đa phần các tượng thể hiện khuôn mặt ở thế chính diện.
Nét mặt của tượng trông sinh động hơn hẳn so với những tượng khác. Các tượng Kinnari đều có trang phục giống nhau. Tóc chia làm hai phần trang trí đẹp mắt. Một khối tròn tựa như búi tóc trên đỉnh đầu, điểm hoa. Thấp hơn trước trán thắt dải hoa vòng xung quanh. Cũng loại hoa này chạy trang trí thành dải quanh cổ, đồ trang sức chính của Kinnari bắt nguồn từ truyền thuyết, thức ăn của các Kinnari là phấn hoa, xiêm y bên trong lẫn bên ngoài đều bằng thứ lụa sa dệt từ bông hoa và mỹ phẩm của Kinnari là hương thơm của hoa. Nhin chung, những miêu tả về Khẩn Na La có tồn tại ở Nghệ thuật Việt Nam thời Lý, Nghệ thuật Việt Nam thời Trần và Nghệ thuật Việt Nam thời Mạc.